# Stephin Merritt

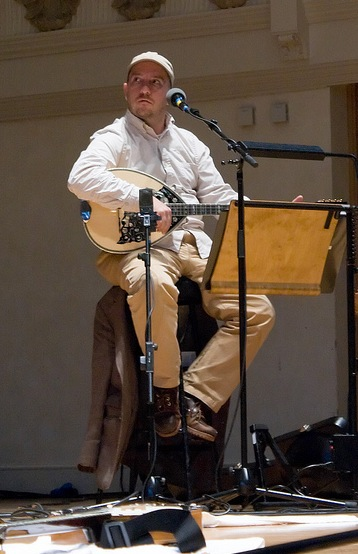
Stephin Merritt (2008).

Stephin Merritt es un cantautor estadounidense y miembro fundador de The Magnetic Fields, Future Bible Heroes, The 6ths y The Gothic Archies.

## Proyectos musicales
Él ha creado y lidera las siguientes bandas:
- The Magnetic Fields
- The 6ths
- The Gothic Archies
- Future Bible Heroes

Merritt usó brevemente el nombre The Baudelaire Memorial Orchestra por una canción escrita para la serie literaria Lemony Snicket Una serie de eventos desafortunados, titulada "Scream and run away". Más música fue grabada para las versiones de audiolibro de la serie, pero éstas atribuidas a The Gothic Archies. The Tragic Treasury fue puesto a la venta por Nonesuch Records en octubre de 2006 con el decimotercer y último libro de la serie.
Con su propio nombre ha grabado las bandas sonoras de las películas Eban and Charley y Pieces of April. La banda sonora de la serie de televisión The adventures of Pete & Pete, emitida por Nickelodeon, contenía muchas de sus canciones. Además de esto su música se ha usado en otras bandas sonoras como en la película Intermission (2003) que contenía su canción "I Don't Want to Get Over You" o en la película Shall we dance?, donde estaba incluida la canción "The Book Of Love", interpreteda por Peter Gabriel.
Junto con el director Chen Shi-zheng ha colaborado en tres musicales de teatro: Orphan of Zhao (2003), Peach Blossom Fan (2004) y My Life as a Fairy Tale (2005). Algunas piezas seleccionadas de estos musicales fueron agrupadas por Nonesuch Records en el disco Showtunes.
También ha interpretado dos canciones para anuncios de Volvo, "I'm in a lonely way" escrita por él mismo, y "The wheels on the car".

## Tópicos de sus composiciones
Stephin Merritt es abiertamente gay. Tiene su propio sello discográfico llamado "Gay And Loud Music" (algo así como "Música gay y ruidosa") [cita requerida] y sus composiciones hablan frecuentemente de relaciones con hombres; un ejemplo es su canción "When My Boy Walks Down The Street" ("Cuando mi chico camina por la calle") que contiene la frase "and he's going to be my wife" ("y él va a ser mi esposa"). Otros temas recurrentes de sus letras son los no-muertos, hablando sutilmente o explícitamente de los vampiros. Además suele tener referencias a trenes, autopistas y viajes; a los 17 años, la luna, bailar, la lluvia, las caras, y por supuesto, al amor.

## Vida personal
Es hijo del cantante folk Scott Fagan que tuvo una breve relación con la madre de Merritt. Acudió al instituto de Massachusetts "The Cambridge School of Weston" y, por un tiempo, fue a la Universidad de Nueva York (NYU), antes de mudarse a Boston. Ha trabajado como editor para las revistas Spin Magazine y Time Out New York. Es fumador y tiene un chihuahua llamado Irving, en honor a Irving Berlin, del que es gran admirador.
Merritt tiene una personalidad muy particular, muy alejada de lo que se suele asociar con las estrellas del mundo de la música. En ocasiones se muestra avergonzado, insociable y poco comunicativo, sobre todo en las entrevistas, en las que no se encuentra cómodo. Ha declarado que no le gusta tocar en directo ni hacer giras por otros países, pero sí disfruta grabando discos. En una entrevista hecha en septiembre de 2005 por The Onion's AV Club al cantante alternativo Bob Mould, se le comentó que un entrevistador le había declarado como "el hombre más depresivo del rock". Mould respondió: "obviamente, él no conocía a Stephin Merritt".
Durante las actuaciones en directo con su grupo The Magnetic Fields, Merritt se muestra con frecuencia muy poco activo. Estos conciertos tienen el formato de un recital más que de un concierto de música pop o rock. En parte se debe a que sufre un problema en su oído izquierdo denominado hiperacusia, haciendo que los sonidos de volumen normal, en ocasiones, le parezcan muy intensos. Ha dicho que prefiere no pasarlo mal y llevar a cabo este tipo de actuaciones que hacer otras más parecidas al sonido de sus discos.
También, debido a su hiperacusia, Merritt se tapa el oído durante los aplausos del público.

## Discografía solista
- Eban and Charley (Merge, 2002)
- Pieces of April (Nonesuch Records, 2003)
- Showtunes (Nonesuch Records, 2006)
- Obscurities (Merge, 2011)

- Datos: Q2395308
- Multimedia: Stephin Merritt / Q2395308